# Радісне (Мелітопольський район)
Раді́сне — село в Україні, у Плодородненській сільській громаді Мелітопольського району Запорізької області. Населення становить 219 осіб.

## Географія
Село Радісне розташоване за 97 км від обласного центру та 42 км від районного центру. Сусідні села — Водне (2 км) та Зразкове (4 км). Поруч пролягає автошлях міжнародного значення М18E105.

## Населення

### Мова
Розподіл населення за рідною мовою за даними перепису 2001 року:
| Мова       | Кількість | Відсоток |
| ---------- | --------- | -------- |
| російська  | 192       | 87.67%   |
| українська | 26        | 11.87%   |
| білоруська | 1         | 0.46%    |
| Усього     | 219       | 100%     |

## Історія
Село засноване 1921 року. За часів Радянського Союзу в селі були курник, ферма, кузня, тракторна бригада. .
25 травня 2017 року Мар'янівська сільська рада, в ході децентралізації об'єднана з Плодородненською сільською громадою.
19 липня 2020 року, в результаті адміністративно-територіальної реформи і ліквідації Михайлівського району, село увійшло до складу Мелітопольського району.